# アナ・アントニエビッチ
アナ・アントニイェヴィッチ（セルビア語: Ана Антонијевић、1987年8月26日 - ）は、セルビアの元女子バレーボール選手。ウジツェ（当時のユーゴスラビア社会主義連邦共和国）出身。ポジションはセッター。元セルビア代表。

## 来歴
2007年にセルビア代表に初選出される。2010年の世界選手権に出場した。
2011年のワールドグランプリで銅メダル、ヨーロッパ選手権では金メダルをセカンドセッターとして経験した。2011年のワールドカップにはそれまで正セッターだったマーヤ・オグニェノビッチの代表辞退によりファーストセッターとして出場。
2011-2012シーズンはフランスリーグの強豪RCカンヌでフランスリーグを制覇、欧州チャンピオンズリーグでは並みいる強豪を次々に破り準優勝に輝いた。

## 球歴
- ワールドグランプリ - 2011年（3位）
- ヨーロッパ選手権 - 2009年（7位）、2011年（優勝）
- ヨーロッパリーグ - 2011年（優勝）
- ワールドカップ - 2011年（7位）

## 所属クラブ
- ／ イェディンツォヴォ・ウジツェ（2001-2007年）
- ヴォレロ・チューリッヒ（2007-2008年）
- ポシュタル064ベオグラード（2008-2009年）
- RCカンヌ（2009-2014年）
- ヴォレロ・チューリッヒ（2014-2016年）

- CSMヴォレイ・アルバ・ブラジ（2016-2017年）
- ヴォレロ・チューリッヒ（2017-2018年）
- フェネルバフチェ（2018-2019年）
- カザルマッジョーレ（2019-2020年）
- CSMヴォレイ・アルバ・ブラジ（2020-2021年）
- OK ジェレズニチャル（2021-2023年）